# Bavorský státní archiv
Bavorský státní archiv v Mnichově je největší státní archiv v Bavorsku v Německu a také jeden z nejvýznamnějších v celé Evropě.

## Historie
V pozici centrálního archivu zahrnuje akty bývalého vévodství, kurfiřtství a království, ale také dnešního Svobodného státu Bavorsko. Archiv uchovává dokumenty v písemné podobě (např. osvědčení, plány, mapy či akta) od správy bavorských úřadů odpovědných za celé území státu. Předchůdcem dnešní instituce byl Královský bavorský všeobecný říšský archiv, který byl přejmenován v roce 1921 na Bavorský státní archiv. Do roku 1944 byl archiv společně s Bavorskou státní knihovnou situován do budovy v Ludwigstraße 16, avšak tato budova byla po roce 1944 zbořena, proto došlo k provizornímu přemístění archivu do tzv. Führerbauten (budov postavených pro Adolfa Hitlera). v Arcisstraße 12. Dnešní budovy archivu (bývalé ministerstvo války od Lea von Klenze) se nachází od roku 1978 v Schönfeldstraße 5–11, kde sídlí taktéž Institut bavorské historie, v bezprostřední blízkosti Bavorské státní knihovny a Mnichovského městského archivu.
V budově dříve sídlilo Bavorské ministerstvo války.

## Vedení archivu
| Jméno               | Doba úřadu   |
| ------------------- | ------------ |
| Karl Puchner        | 1971–1972    |
| Josef Hemmerle      | 1972–1979    |
| Hildebrand Troll    | 1980–1987    |
| Erich Stahleder     | 1987–1995    |
| Hermann Rumschöttel | 1995–1998    |
| Joachim Wild        | 1998–2007    |
| Gerhard Hetzer      | 2007–2018    |
| Bernhard Grau       | od roku 2018 |

## Fondy a sbírky
Fondy a sbírky zahrnují přes 3.5 milionu jednotek archiválií dosahující 47 tisíc běžných metrů:
- čas před rokem 1800 - 283 tisíc osvědčení (3 500 bm), 600 tisíc aktů (12 700 bm), 25 tisíc map (příp. plánů) a 220 tisíc pečetí a erbů.
- čas po 1800 - 5 300 osvědčení (90 bm), 1 460 000 aktů (27 800 bm), 307 tisíc map (příp. plánů), moderní sbírkové předměty (plakáty, letáky, fotografie, obrázky, apod.) v rozsahu 441 tisíc jednotek (1 350 bm) a filmové archiválie v počtu 150 tisíc jednotek.

Bavorský státní archiv je rozdělen do pěti odděleních:
- Abteilung I - fondy do roku 1800
- Abteilung II - fondy od roku 1800
- Abteilung III - tajný domovní archiv (Ludwigstraße 14)
- Abteilung IV - Bavorský válečný archiv
- Abteilung V - pozůstalosti

## Galerie

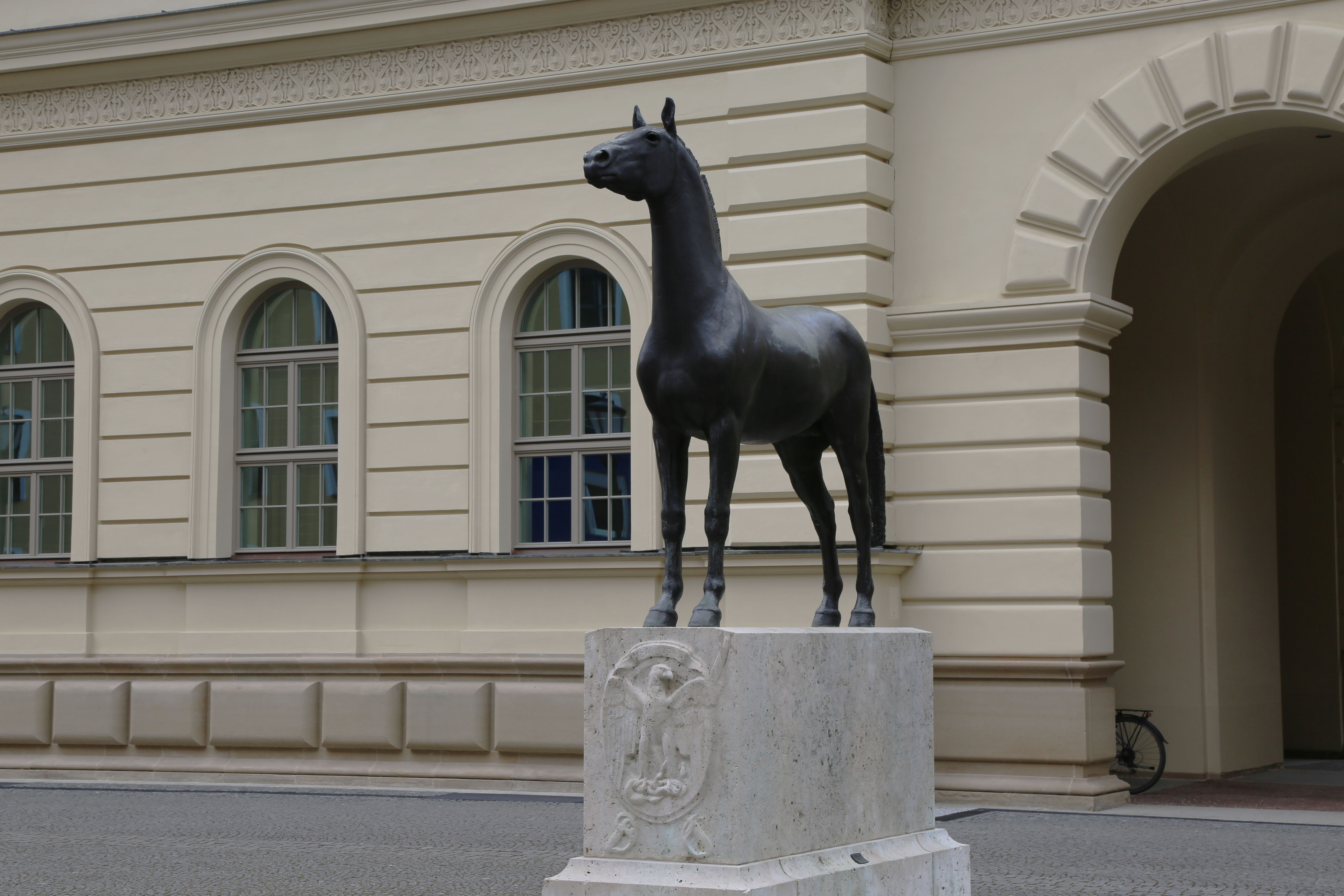
Socha na nádvoří od Bernharda Bleekera
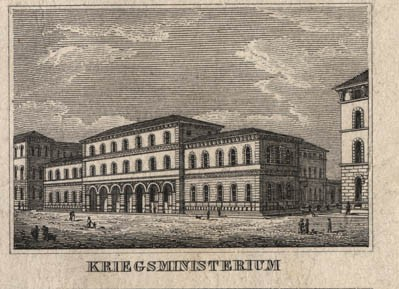
Histprický pohled na budovu bývalého ministerstva války
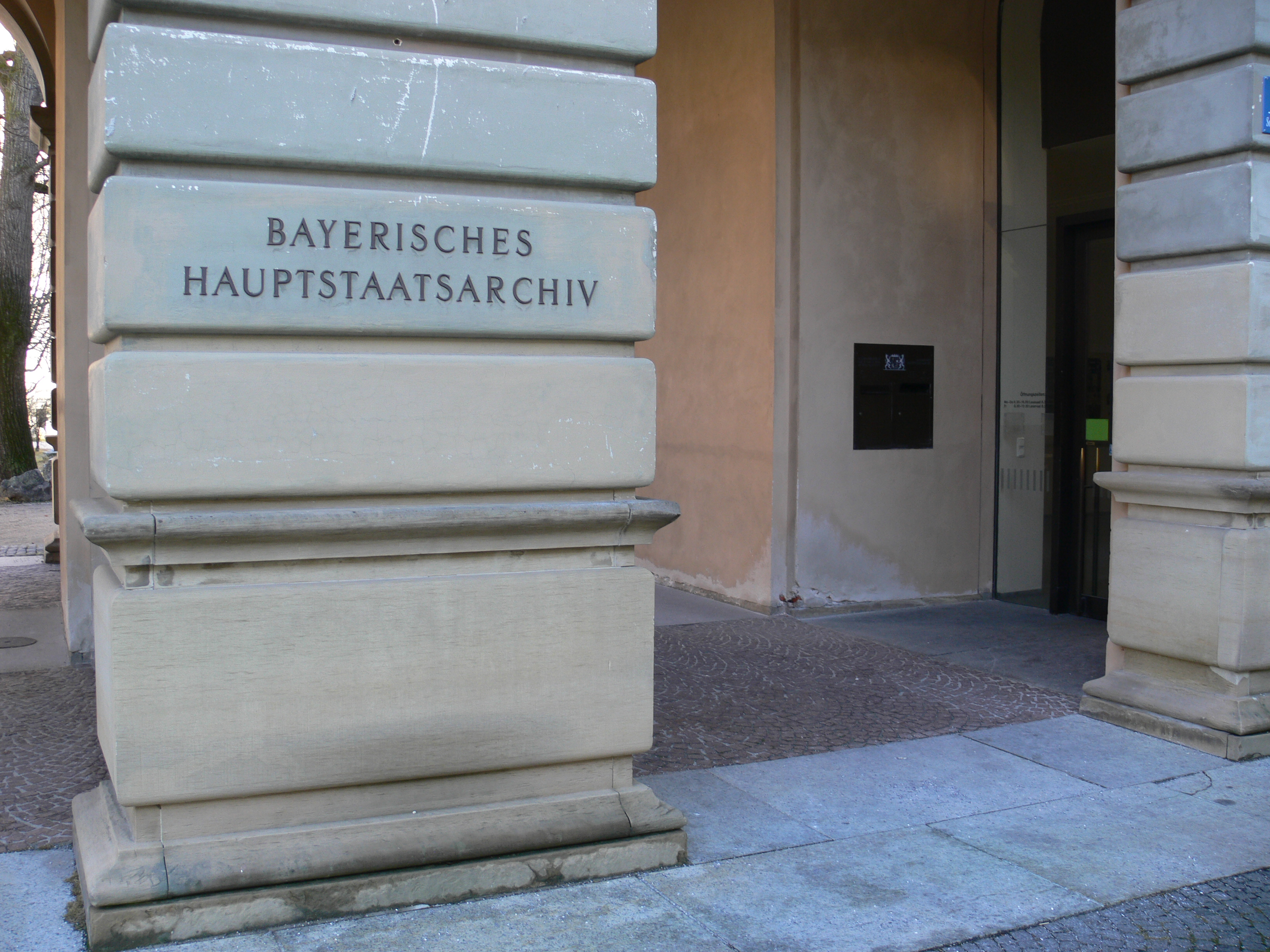
Hlavní vchod